# Sarmatia lysippusalis
Sarmatia lysippusalis är en fjärilsart som beskrevs av Walker 1858. Sarmatia lysippusalis ingår i släktet Sarmatia och familjen nattflyn. Inga underarter finns listade.